# فرانك بيك
فرانك بيك هون (بالإنجليزية: Frank Pick)‏ (23 نوفمر 1878- 7 نوفمر 1941). كان مسئول في وزارة النقل البريطانية. بعد التأهل لمهنة المحماة في عام 1902، عمل بيك في السكة الحديدية الشمالية الشرقية، قبل أن ينتقل إلى شركة مترو الأنفاق في لندن (يو إي آر ال) في عام 1906. وقد صعد السلم الوظيفي في الشركة، ليصبح مساعدا لمدير الإدارة في عام 1921 ومديراُ للإدراة العام في عام 1928. كما تقلد منصب المدير التنفيذي ونائب رئيس هيئة النقل العام في لندن منذ إنشائها في عام 1933 حتى عام 1940.
اهتم بيك كثيرا بالهندسة المعمارية وأهميتها في الحياة العامة. فقد قاد تنمية الهوية المؤسسية لمترو الأانفاق في لندن عن طريق تنفيذ الهندسة المعمارية الحديثة والتصميم الغرافيكي والإعلانات التجارية الافتة للنظر، وإنشاء علامة تجارية مميزة، بما في ذلك الإصدارات الأولى من شعار مترو الأنفاق وخطوط لا تزال تستخدم في الكتابة حتى اليوم. وقد شهدت شبكة مترو أنفاق (يو إي آر ال) وخدمات الحافلات توسعا كبيرا في عهده لكي تصل إلى ضواحي لندن. وكان تأثيره على ازدهر العاصمة البريطانية بين الحربين العالميتين سببا في تشبيه ببارون هوسمان وبروبرت موسى.
وقد اهتم بيك بهذا المجال اهتماما يفوق حدود منظمته: فكان عضوا مؤسسا وشغل بعد ذلك منصب رئيس رابطة الصناعات والتصميم المعماري. كما كان أول رئيس للمجلس للفن والصناعة، وكتب وحاضر بانتظام في التصميم ومواضيع التخطيط الحضرية.كما لعب بيك دورا هاما في حكومته، حيث أعد خطة نقل لإجلاء المدنيين من لندن في حالة اندلاع الحرب وأصدر تقاريرا بشأن استخدام القنوات والمواني في وقت الحرب.

## نشأته
وُلد فرانك بيك في 23 نوفمبر 1878 في سبالدينج، لينكولنشاير. وكان الطفل الأول من خمسة ولدوا لتاجر القماش فرانسيس بيك وزوجته بيك فاني (كلارك نى). 1 وكان جده لأبيه، تشارلز بيك، وهو مزارع في سبالدينج الذي توفي في الأربعينات من عمره، وترك ثمانية أطفال. وكان جده لأمه، وتوماس كلارك، حداد وواعظ علمانياً من أتباع ويسلي. وكان بيك شغوفا بالقراءة منذ نعومة أظافره، مفضلا إياها ومفضلا تجميع العث والفراشات والأصداف والمحار على المشاركة في الألعاب الرياضية.
وكان لدي والد بيك طموحاً ليكون محامياً، قبل ان يصبح تاجر جملة، ولذلك شجع ابنه لمزاولة هذه المهنة. وقد ذهب بيك إلى مدرسة القديس بطرس في يورك وفقا لمنحة دراسية،  لكنه فشل في الحصول على منحة دراسية من كلية مجدلين في أكسفورد. وعمد بيك، عوضا عن تلك المنحة، إلي ان يتمرن تحت إشراف جورج كرومبي، الذي كان محاميا في يورك، في مارس 1897. وأصبح مؤهلا ليكون محامياً في يناير 1902 وحصل على ليسانس الحقوق من جامعة لندن في العام نفسه، لكنه لم يكن لديه شغف الاهتمام بامتهان المحاماة.
بدأ بيك بالعمل في قطاع شمال شرق السكة الحديد، في عام 1902. تعين في قسم إحصاءات حركة المرور في الشركة قبل أن يصبح مساعداً لمديرها العام، السيد جورج جيب في عام 1904. تزوج بيك بمابل ماري كارولين ودهاوس في عام 1904 ولم ينجبا أطفالا.

## السكك الحديدية في لندن
تم تعيين جيب كمديرا لإدارة (يو إي آر ال)، في عام 1906. وانتقل بيك إلى (يو إي آر ال) لمواصلة العمل كمساعداً لجيب بناء على طلب منه. تمكنت شركة (يو إي آر ال) من التحكم في سكك حديد العاصمة ، خلال عام 1906، وعام 1907، حيث افتتحت ثلاثة أنفاق – بيكر استريت وسكة حديد واترلوو (نفق باكيرلو) وتشارينغ كروس وإ ستن وسكة حديد هامبستيد (نفق هامبستيد) والشمالية العظمى بيكاديللي وسكة حديد برومبتون (نفق بيكاديللي). 2
و بالرغم من ذلك عانت الشركة من بعض المشاكل المالية. فأسعار التذاكر المنخفضة لم تسهم في زيادة أعداد الركاب التي كانت أقل بكثير من تقديرات ما قبل الافتتاح. 3 وكانت أعداد المسافرين القليلة الغير متوقعة ناتجة جرئيا عن المنافسة بين خطوط (يو إي آر ال) وغيرها من شركات السكك الحديدية الأخرى. كما كان لانتشار الترام والحافلات البخارية، التي حلت محل وسائل النقل البري الأكثر بطأ، دوراً في استقطاب عدد كبير من ركاب القطارات.

### العلامة التجارية - هوية واضحة
و أصبح بيك مسئول دعاية عندما عمل مع مدير التسويق في الشركة ألبرت ستانلي، في عام 1908. إذ بدأ في ذلك الوقت تطوير الهوية المؤسسية والمؤثرات البصرية، ومنها العلامة التجارية، التي أصبحت من العلامات المميزة لمترو أنفاق لندن لاحقا. وتتلخص رؤية بيك في التصميمات الهندسية في وجوب اختبار جودة التصميم من حيث صلاحيته للاستخدام. فلا يمكن لأي قدر من الزخرفة أن يضفي بريقا على تصميم ردئ، بل سيجعله أعلى تكلفة وأكثر قبحاً مما كان عليه.
أصبح بيك مسئولاً عن تطوير حركة المرور في عام 1909 ومديرا للدعاية في عام 1912. وتولى ألبرت ستانلي منصب جيب كمديراً للإدارة في عام 1910. كما ازدادت سيطرة (اليو أي آر ال) على خدمات النقل في لندن، في غضون عام 1912 وعام 1913، عن طريق شراء أثنين من خطوط السكك الحديدية، وهما سكة حديد المدينة وجنوب العاصمة (سي وإس ال آر) وسكة حديد وسط العاصمة (سي ال آر). كما ابتاعت الشركة عدداً من شركات الحافلات والترام.4 وقد سعى بيك إلى زيادة أعداد الركاب عن طريق التشجيع على زيادة خدمات الشركة خارج ساعات الذروة. وقد كلف العاملين معه بعمل ملصقات تروج لقطارات مترو الأنفاق وشركات النقل العام (ال جي اوو سي) كوسيلة للوصول إلى الريف ووسيلة للتنزه في مناطق الجذب السياحي داخل المدينة. قام بيك بتكليف العديد من الرسامين على مختلف أساليبهم بإنشاء تصاميم متنوعة. وذلك لإيمانه بأهمية التنوع.5 وقام في الوقت نفسه بالتأكد من أن طرق الحافلات تعمل كخدمات داعمة لخطوط السكك الحديدية التابعة للشركة، ليزيد بذلك عدد طرق النقل العام إلى ثلاثة أضعافه في عام 1912 ولتشهد المدينة ازديادا في حركة النقل العام وصل إلى خمسة أضعاف حجمه السابق. واستغلت الشركة العطلة الرسمية لتنفيذ رحلات إلى وجهات ترفيهية وبالإضافة إلى ذلك أجرت الشركة اتفاقات مع القائمين على إدارة الحافلات المتجه إلى الريف لتنسيق الخدمات بدلا من التنافس معهم.
و قد أسهم بيك في إرجاء سياسة الدعاية الإعلانية التي تعمل على وتحسين مظهر المحطات وذلك عن طريق توحيد أحجام الملصقات الإعلانية والحد من عددها والتحكم في أماكن وضعها. فقبل عمل بيك بالدعاية، كانت هذة الإعلانات على مختلف أحجامها وأشكالها يتم لصقها على جدران محطات قطارات مترو الأنفاق مما أدى إلى استياء الركاب وشكواهم من صعوبة العثور على اسم المحطة. وقام بيك بتوحيد أحجام الإعلانات الملصقة وطباعتها على أورق سميكة وترتيبها في مجموعات منظمة بحيث يتمكن الركاب من رؤية اسم المحطة بسهولة. ووضعت الملصقات الإعلانية الخاصة بالشركة بشكل مختلف عن الإعلانات الأخرى، فقد تم طباعتها على أورق سميكة كما أنها كانت أصغر حجما من الملصقات التجارية الأخرى. 6 وقال بيك واصفا لعملية التسويق والدعاية: «قد توصلت إلي النموذج الجيد للإعلان الملصق بعد العديد من التجارب في هذا المجال. وقد لقي هذا النموذج إعجاب المواطنين وأنا حصلت على صيت من العدم». 7
كما كلف بيك الخطاط إدوارد جونستون بتصميم محرف يميز إعلانات شركة مترو الأنفاق عن غيرها من الملصقات الإعلانية الأخرى. وقد قام جونستون، في عام 1913، بكتابة محرف خاص بالشركة والذي برع في تصوير روح العصر من خلال بساطة تصميمه. كما لقي محرف جونستون رواجاً كبيراً منذ أن تم استخدامه أول مرة في عام 1916. فهذا المحرف لا يزال قيد الاستخدام حتى الآن وذلك بعد إدخال تعديلات طفيفة عليه.
كما سعى بيك، في الوقت نفسه، إلى إجراء بعض التعديلات علي أحجام ومواقع إشارات المحطات التي كانت قليلة العدد. وعزم بيك، في عام 1908، على تصميم شكل مميز للإشارة بحيث يتوسط اسم المحطة قرصا أحمر يجعله أكثر وضوحاً، مما أدى إلى ابتكار تصميم «عين الثور» الذي يعد أقدم شكل من أشكال المدورة. وبدأ بيك، في عام 1909، في الجمع بين التصميم الجديد والعلامة التجارية للشركة وذلك في صورة ملصقات علي بنايات المحطة ولكنه عمد إلى إجراء تعديلات أخرى على تلك الملصقات. وقد قرر بيك، في عام 1916، استخدام شعار شركة حافلات نقل العاملين بقطاع مترو الأنفاق، والذي كان على شكل دائرة يحمل قطرها كلمة «جنرال». ولذلك كلف بيك جونستون بتعديل تصميم «عين الثور». وقد ظهرت النسخة المعدلة للتصميم للمرة الأولى في عام 1919 ولازالت تستخدم حتى اليوم.

### التوسع- شبكة متوسعة
بدأ بيك، في عام 1919 بعد الحرب العالمية الأولى، بوضع خطط لتوسيع شبكة مترو الأنفاق لتمتد إلى الضواحي التي تفتقر خدمات النقل. فقد كانت الامتدادات الرئيسية الوحيدة للشبكة، منذ افتتاح الأنفاق الثلاثة، هي امتداد سكة حديد المقاطعة إلى ضاحية أوكسبريدج في عام 1910،  وامتداد نفق باكرلو إلى واتفورد في غضون 1913 إلى 1917. وتم تفعيل الخطط المعتمدة التي تم إيقافها وقت الحرب: حيث امتد نفق (السي ال آر) إلى ضاحية إيلينغ برودواي في عام 1920،  وامتد نفق هامبستيد إلى ادجوير خلال عامي 1923 و 1924 كما أعيد بناء نفق (سي وأس ال آر) ليصل إلى كامدن تاون وذلك خلال الفترة من 1922 إلى 1924. وقد تولت الحكومة مسؤولية تمويل آخر نفقين، في عام 1921، وذلك بفضل صفقة قانون التسهيلات والتي وفرت قروضاً للخدمات العامة لتخفيف حدة البطالة. وفكر بيك في إنشاء خطوط جديدة للشركة تصل إلى ضواحي شمال شرق لندن وذلك لأن خطوط السكك الحديدية الرئيسية هناك، مثل شركة السكة الحديدية الشمالية العظمى (الجي أن آر) وشركة السكة الحديدية الشرقية العظمى (الجي إي آر)، كانت تقدم خدمات تفتقر الجودة. وقام بيك بإجراء دراسات تبحث إمكانية زيادة طول نفق بيكاديللي ليمر بمحطات (الجي أن آر) ويصل إلى نيو بارنيت وإنفيليد أو يمر بمسار جديد وهو الوود جرين. كما عمل بيك على تطوير الخطط الموضوعة بشأن زيادة طول نفق (السي ال آر) عبر مسار (الجي إي آر) ليصل إلى تشينج فورد وأونجر. ولكن كلا الشركتين رفضا زحف (اليو آر ال) على أراضيهما رفضا بتا.
رغب بيك في تحقيق أقصى استفادة من الدعم المالي المقدم من قبل الحكومة، والذي كان لفترة محدودة، لذلك لم يهدر بيك الوقت في محاولة الحصول على تصاريح من الشركة لتنفيذ مشروعاته. وسعى بيك، بدلا من ذلك، إلى وضع خطة تهدف لمد خط (سي وا س ال آر) جنوب غرب العاصمة من كلافام إلى ستون في مقاطعة ساري. ولقد واجه بيك معارضة قوية من قبل شركات السكك الحديدية المسئولة عن حركة النقل في هذه المنطقة، وهي شركة سكك حديد لندن وبرايتون والساحل الجنوبي وشركة سكك حديد لندن والجنوب الغربي. وتمكنت شركة (اليو آر ال) من مد خط (سي وا س ال آر) بضعة أميال بعد تفعيل التصريح الذي صدر قبل الحرب العالمية الأولى بشأن إنشاء خط جديد من ويمبيلتون إلى ستون. وقد رفضت شركات السكك الحديدية الأخرى فكرة توسيع نطاق الشبكة لأنها ستكون سببا في استقطاب الركاب ولذلك فإن خطة مد أي خط يجب أن تكون مثل خطة خط التوتنج. واستطاع بيك مواجهة تلك الحجج والتفاوض مع هذه الشركات لتسوية حل لمد خط (سي وا سال آر) ليصبح مثل خط مودرن.